# Cristin Milioti
Cristin Milioti (Cherry Hill, 16 de agosto de 1985) é uma atriz estadunidense. Ela é conhecida por ter interpretado Tracy McConnell na sitcom How I Met Your Mother (2013–2014) e Sofia Falcone na série The Penguin (2024), spinoff de The Batman. Ele também é conhecida pelo seu trabalho em produções teatrais como That Face (2010) e o musical Once (2011–2013), pelo qual ela ganhou um Grammy e foi indicada ao Tony.
Milioti também participou do filme The Wolf of Wall Street (2013), o filme Palm Springs (2020), a segunda temporada da série policial da FX, Fargo (2015), a série de comédia da HBO Max, Made for Love (2021–2022), e série de comédia e mistério da Peacock, The Resort (2022)

## Biografia
Milioti nasceu e cresceu em Cherry Hill, Nova Jérsei, Estados Unidos. Ela tem ascendência italiana, e chama sua família de "italiana do Olive Garden". No ensino médio, ela encontrou seu amor por atuar no Acampamento Long Lake para as Artes, em Long Lake, Nova York. Ela se formou em 2003, na Cherry Hill High School East, onde começou a atuar em peças escolares. Ela estudou Teatro na Universidade de Nova York, mas abandonou a faculdade durante seu ano como veterana. Milioti admitiu que ela estava "selvagemente infeliz lá" e acabou desistindo como resultado.

## Teatro
- The Devil's Disciple (2007)[12]
- Crooked (2008) – Laney[13]
- Some Americans Abroad (2008) – Katie Taylor
- Stunning (2009) – Lily
- That Face (2010) – Mia
- Once – A Garota

## Filmografia

### Filmes
| Ano  | Título                               | Papel                   | Notas |
| ---- | ------------------------------------ | ----------------------- | ----- |
| 2007 | Greetings from the Shore             | Didi                    |       |
| 2009 | Year of the Carnivore                | Sammy Smalls            |       |
| 2012 | Sleepwalk with Me                    | Janet Pandamiglio       |       |
| 2012 | I Am Ben                             | Jornalista              |       |
| 2012 | The Brass Teapot                     | Brandi                  |       |
| 2013 | Bert and Arnie's Guide to Friendship | Faye                    |       |
| 2013 | The Wolf of Wall Street              | Teresa Petrillo Belfort |       |
| 2014 | The Occupants                        | Lucy                    |       |
| 2015 | It Had to Be You                     | Sonia                   |       |
| 2017 | Breakable You                        | Maud Weller             |       |
| 2020 | Palm Springs                         | Sarah Wilder            |       |

### Televisão
| Ano       | Título                 | Papel                    | Notas                                        |
| --------- | ---------------------- | ------------------------ | -------------------------------------------- |
| 2006      | 3 lbs                  | Megan Rafferty           | Episódio: "Bad Boys"                         |
| 2006–2007 | The Sopranos           | Catherine Sacrimoni      | 3 episódios                                  |
| 2009      | The Unusuals           | Artista                  | 2 episódios                                  |
| 2010      | The Good Wife          | Onya Eggertson           | Episódio: "Taking Control"                   |
| 2011      | 30 Rock                | Abby Flynn/Abby Grossman | Episódio: "TGS Hates Women"                  |
| 2011      | Nurse Jackie           | Monica                   | Episódio: "...Deaf Blind Tumor Pee-Test"     |
| 2013–2014 | How I Met Your Mother  | Tracy McConnell / Mãe    | Papel principal (9ª temporada)               |
| 2014–2015 | A to Z                 | Zelda Vasco              | Papel principal                              |
| 2015–2016 | The Mindy Project      | Whitney                  | Papel recorrente, 5 episódios                |
| 2015      | Family Guy             | Becca (voz)              | Episódio: "Roasted Guy"                      |
| 2015      | Fargo                  | Betsy Solverson          | Papel recorrente (2ª temporada), 9 episódios |
| 2016–2018 | The Venture Bros.      | Sirena / várias vozes    | Papel recorrente, 8 episódios                |
| 2017      | Black Mirror           | Nanette Cole             | Episódio: "USS Callister"                    |
| 2018      | No Activity            | Frankie                  | Papel principal (2ª temporada)               |
| 2019      | Modern Love            | Maggie Mitchell          | 2 episódios                                  |
| 2020      | Quest: Raven's Banquet | Bean                     | Episódio: "A Dark Quiet Death"               |
| 2020      | Death to 2020          | Kathy Flowers            | Especial de televisão                        |
| 2021      | Made for Love          | Hazel Green              | Papel principal                              |
| 2024      | The Penguin            | Sofia Falcone            | Papel principal                              |